# Pabellón (arquitectura)

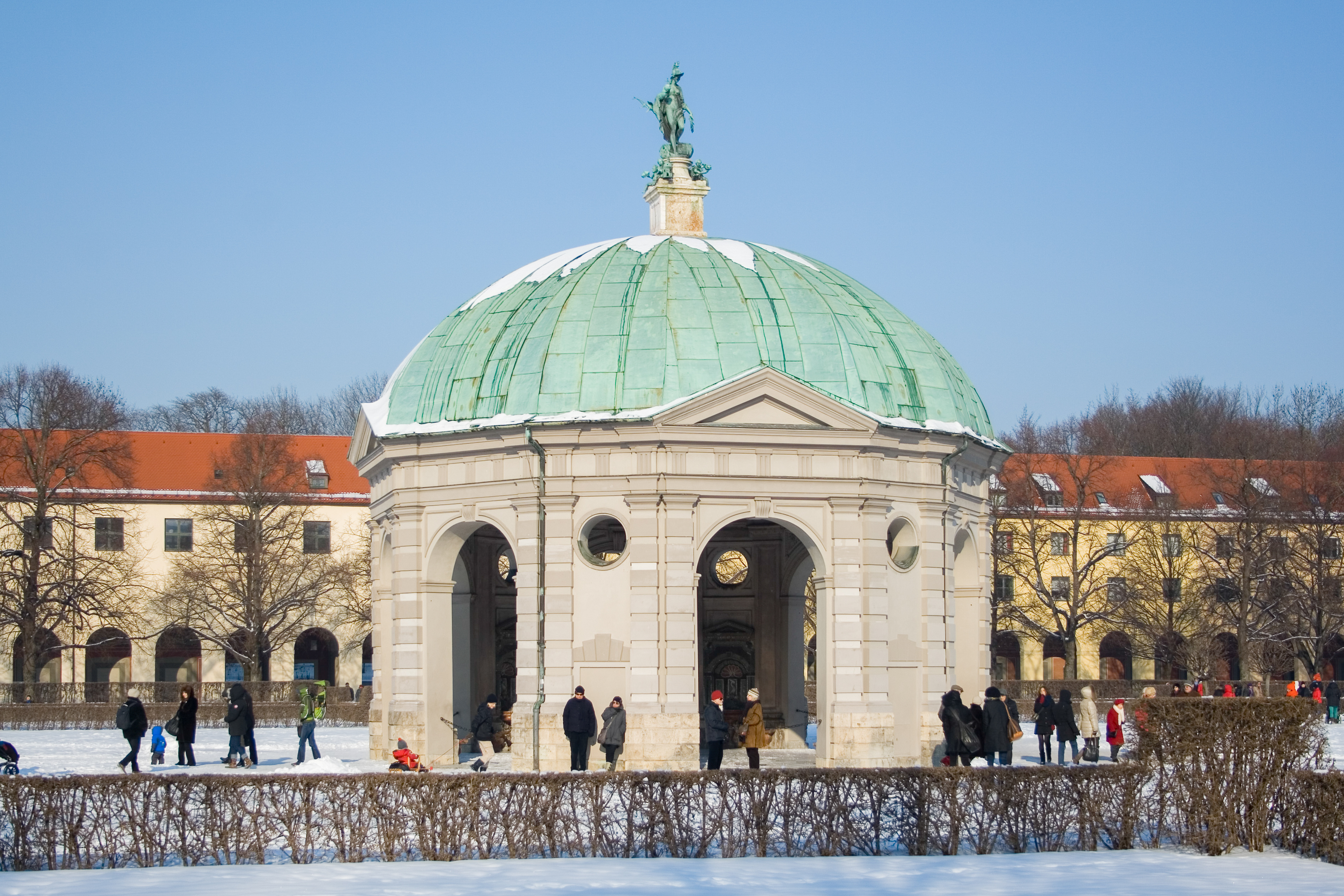
Pabellón en el jardín público de Múnich.

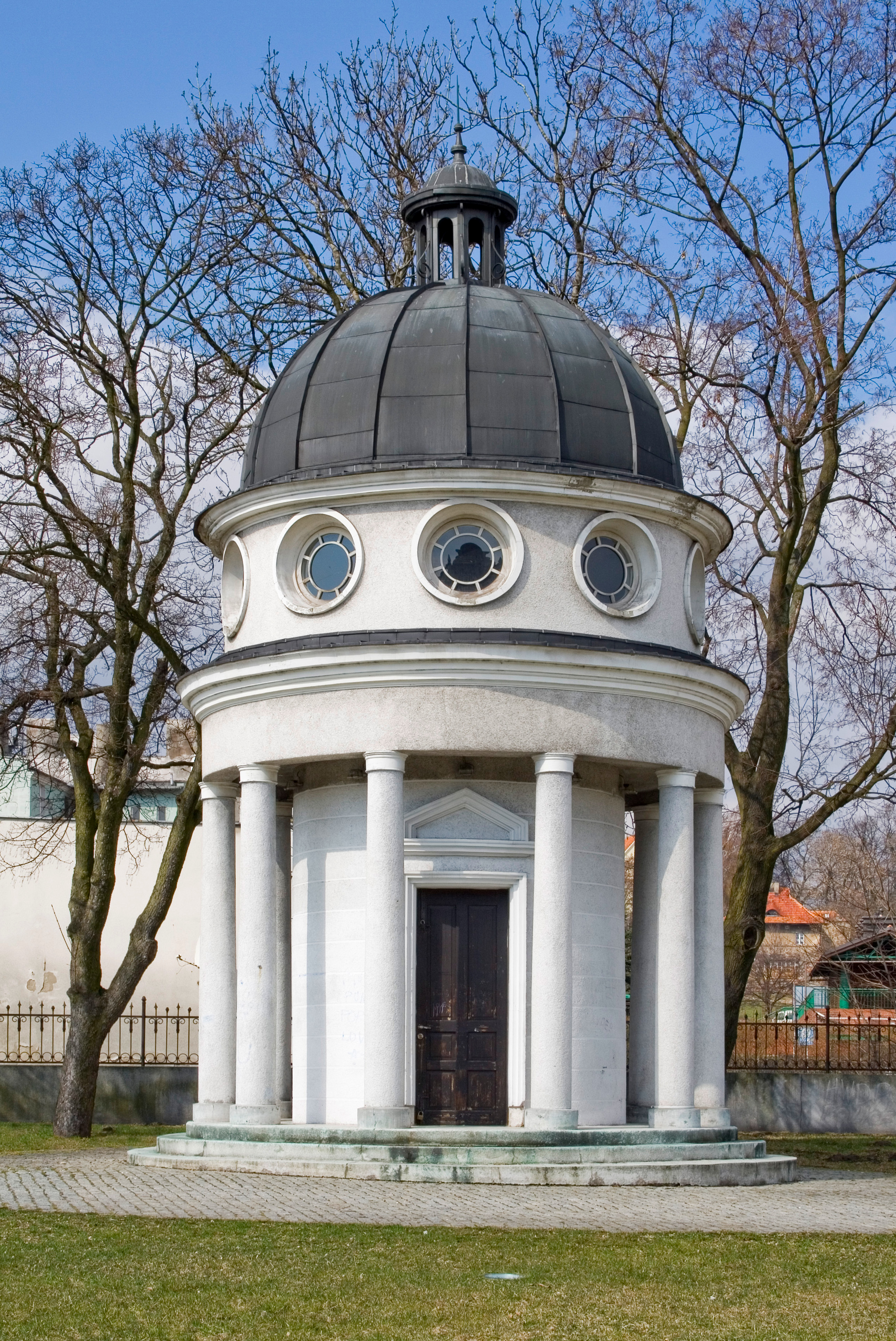
Pabellón frente a la catedral de Gniezno, Polonia.

Un pabellón (pavilion en inglés y pavillon en francés) proviene del francés antiguo paveillun (siglo XII), y del latín papilio (mariposa = papillon en francés). Se designaba así a la tienda de campaña del señor. La analogía con el insecto vendría del aspecto suntuoso de las tiendas medievales. De ahí el concepto de una estructura ligera pero agradable creada sobre un espacio abierto y con una función secundaria.

## Otras definiciones
- Clase de tienda militar (certificado 1606), de plan cuadrado, poligonal o redondo, culminada de forma puntiaguda en su centro, sostenida por un palo (o árbol) central

- El término evoluciona a un edificio de esta forma (certificado 1694), muy agujereado y pequeño en general. Por ejemplo: Pabellón de caza

- Formas similares son típicas de la arquitectura china o japonesa Por ej.: Templo plateado

- En Europa, en la arquitectura de los jardines del siglo XVIII, el término evoluciona también en edículo o edificio de capricho, bajo distintas inspiraciones estilísticas, a menudo chinas: Proyecto de decorado con un pabellón chino... (título de un plan hacia 1770, citado en Jardines en Francia - 1760-1820, catálogo de exposición, ed. Caja Nacional Monumentos Históricos y Lugares, París, 1977). No confundir con el quiosco, que está (en principio) abierto.

- En la arquitectura clásica europea, designa también a un modelo de edificio de más empaque, cercano a la rotonda o belvedere y que conserva del pabellón de tela, la única sala, la ligereza (ventanaje muy abierto) y el tejado en punta. Se incluye a menudo en una composición más extensa, que constituye un anexo prestigioso. : Por ej.: Pabellón de Breteuil.

- Durante el siglo XIX y actualmente, el término se amplía también a extensas construcciones ligeras y transparentes, a menudo en lugares públicos adjuntos a grandes equipamientos (hospitales, exposiciones, equipamiento termal, etc.) . Por ej.: pabellón de los cancerosos; pabellón de las Ciencias; pabellón de la Gran Fuente (Vittel, 1932)...

- Como un recuerdo de su significado, más modesto (cabaña de caza por ej.), o por adulación, en Francia, es el término que se utiliza actualmente para designar a casas pequeñas de cuatro fachadas, de dimensiones modestas y a menudo repetitivas en sus modelos. Por ej.: una casa en las afueras.

- También se denomina así a algunos estadios cubiertos.